# مبرشة الجبن
مِبرشة أو سكين أو مِشرحة الجبن هو نوع من سكاكين المطبخ المتخصص في تقطيع الجبن. الأجبان المختلفة تتطلب سكاكين مختلفة، وحسب الصلابة في المقام الأول؛ في معظم الأحيان، يشير «سكين الجبن» إلى سكين مصمم للجبن الطري.

## سكين الجبن
تُستخدم مِبرشة أو سكين الجبن عادة لقطع الأجبان شبه الصلبة والصلبة وقد تشرحه إلى شرائح. لتقطيع الجبن أنماط مختلفة، مصممة للجبن متفاوت الصلابة. يمكن أيضًا استخدام أداة تقطيع الجبن لتقطيع الزبدة الباردة أو الكوسة أو الخيار أو الملفوف.
اخترعت سكين الجبن أول مرة في سنة 1925 بواسطة ثور بيوركلند في مدينة ليلهامر في النرويج. نجاحها كان في شمال أوروبا وهولندا وبلجيكا وألمانيا وفرنسا وسويسرا لان في هذه الدول الجبن يؤكل مبروش على الخبز.

## الصور

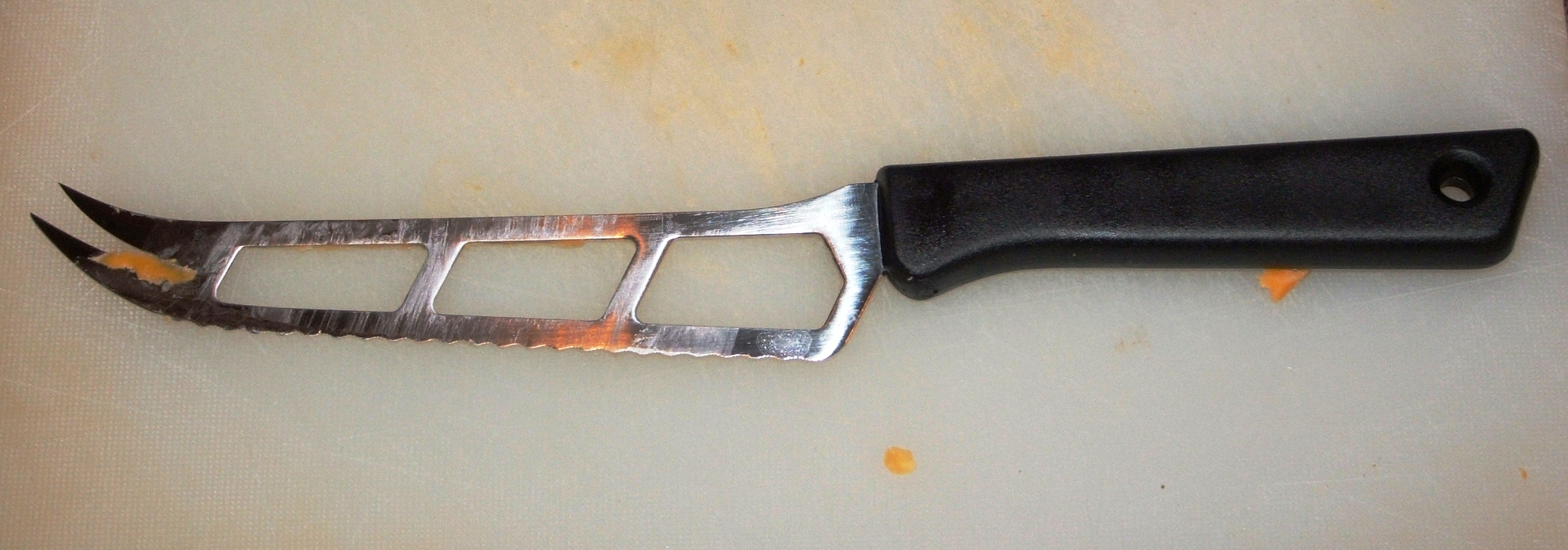
سكين
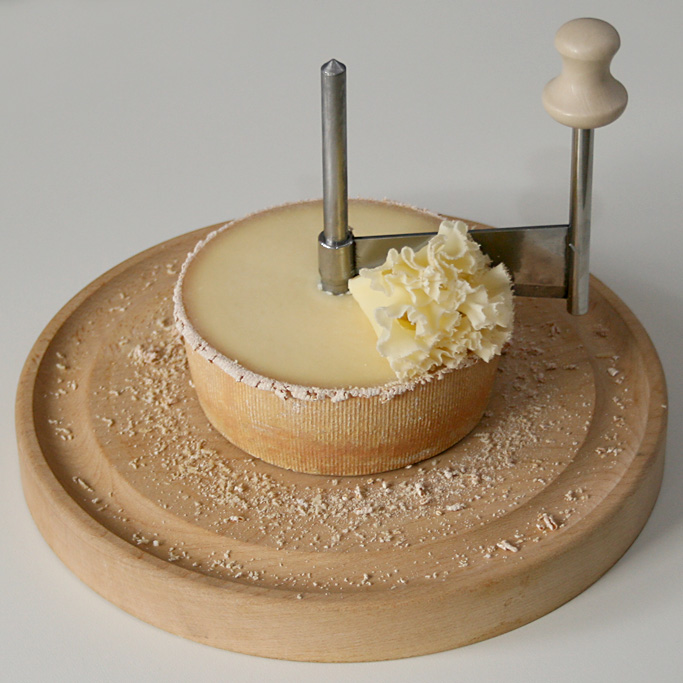
مبرشة
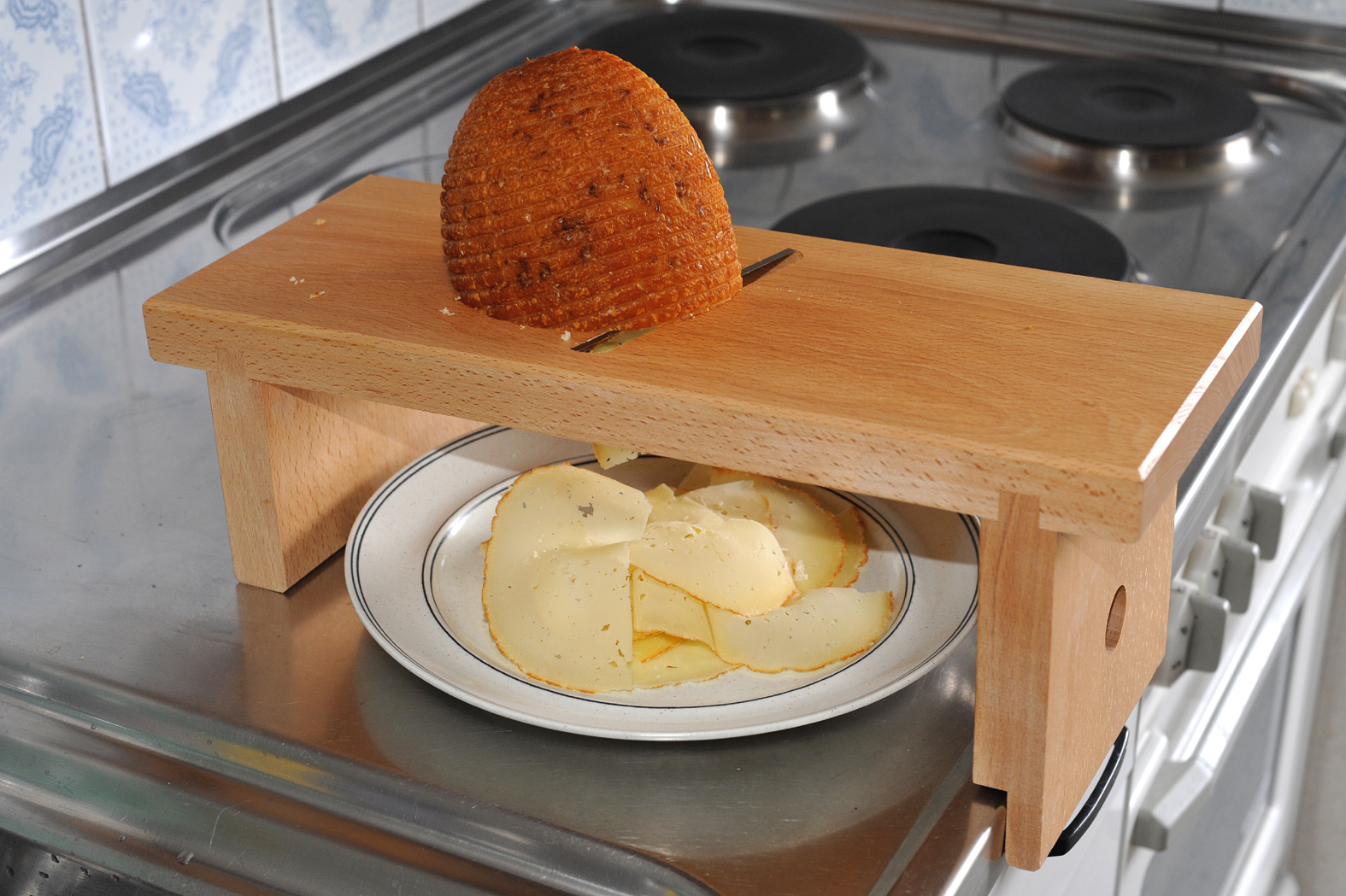
مِشرحة
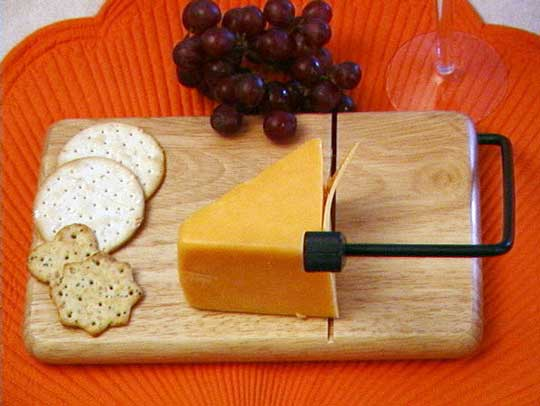
مشرحة
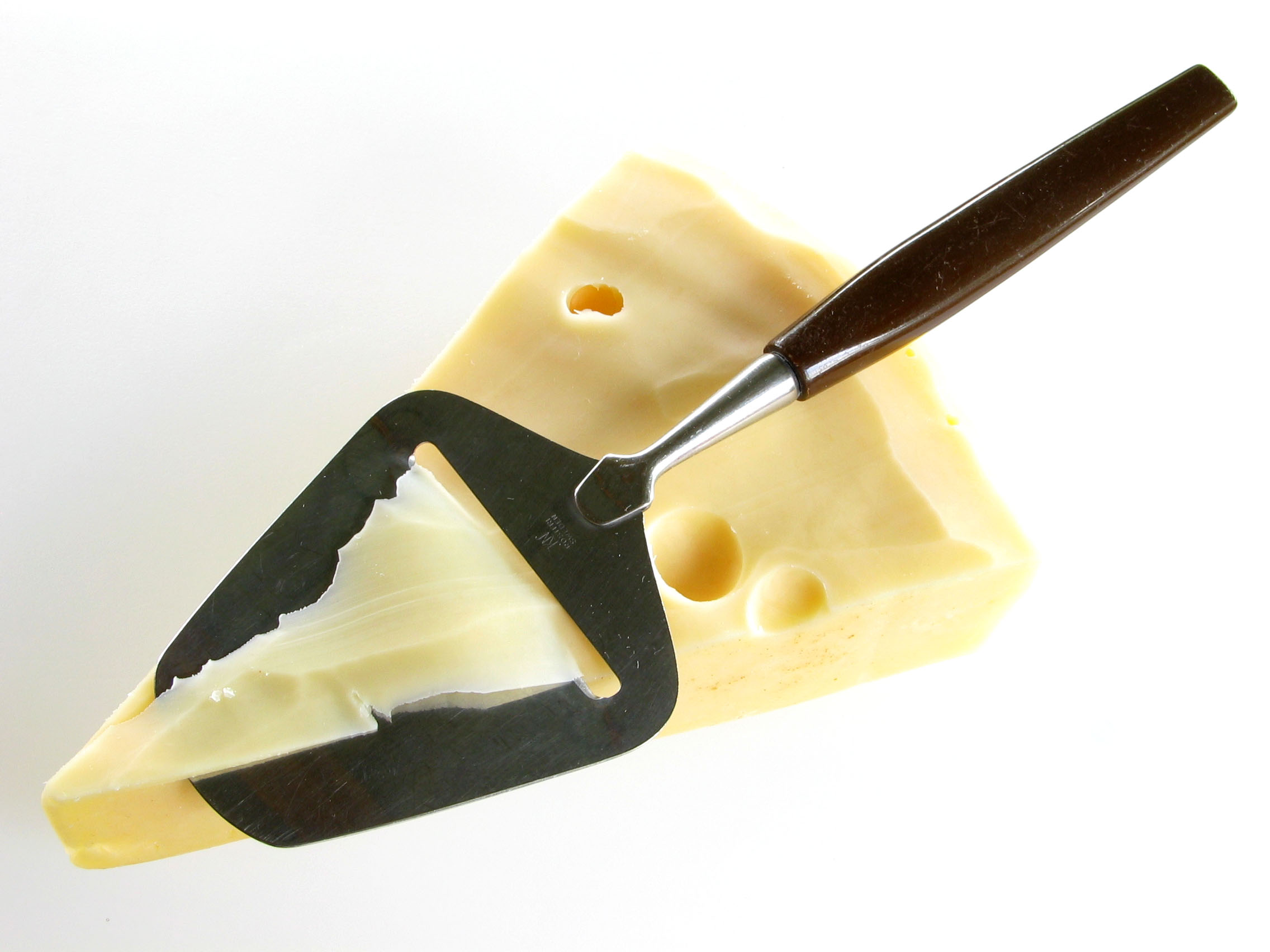
مِرقَقَة